# Tróndur Jensen
Tróndur Jensen (ur. 6 lutego 1993 roku) – farerski piłkarz, występujący na pozycji pomocnika w klubie piłkarskim HB Tórshavn oraz w reprezentacji Wysp Owczych.

## Kariera klubowa
Jensen rozpoczynał karierę w klubie HB Tórshavn w roku 2010, jednak początkowo grał głównie dla drugiego składu. W pierwszym zadebiutował 26 czerwca 2011 w spotkaniu przeciwko B36 Tórshavn (1:3), a pierwszą bramkę strzelił 27 sierpnia, kiedy jego drużyna wygrała 5:0 z B71 Sandoy. Do 2014 roku wystąpił w 79 meczach podstawowej drużyny i strzelił cztery bramki. Wywalczył także z klubem mistrzostwo Wysp Owczych (2013). W listopadzie tego samego roku przeprowadził się do Danii na studia, co przerwało jego klubową karierę.
Na Wyspy Owcze Jensen powrócił w lipcu 2015 roku i na ostatnie dziesięć spotkań w sezonie dołączył do AB Argir. Zagrał we wszystkich z nich, zdobywając jedną bramkę. Jego klub zajął ósme miejsce w tabeli ligowej, unikając spadku do niższego poziomu rozgrywek.
W październiku 2015 roku Jensen wrócił do HB Tórshavn, gdzie podczas kolejnego sezonu rozgrywał mecze w pierwszym składzie. Wystąpił dotychczas w 29 spotkaniach, nie zdobywając jednak żadnego gola.

## Kariera reprezentacyjna
28 lipca 2009 roku Jensen reprezentował po raz pierwszy Wyspy Owcze, rozgrywając przegrany 0:7 mecz kadry U-17 przeciwko Norwegii. Łącznie na tym poziomie rozgrywek wystąpił cztery razy, nie strzelając żadnej bramki. W reprezentacji U-19 zagrał po raz pierwszy 4 listopada 2011 w spotkaniu przeciwko Portugalii (1:9). Wystąpił w niej trzy razy i zdobył jedną bramkę w wygranym 4:0 meczu przeciwko San Marino 9 listopada. Wystąpił także 4 razy w kadrze U-21, debiutując 15 października 2013 roku w spotkaniu przeciwko Niemcom (2:3).
W reprezentacji Wysp Owczych zagrał po raz pierwszy 28 marca 2016 roku w wygranym 3:2 meczu przeciwko Liechtensteinowi. Dotąd wystąpił w niej dwa razy, nie zdobywając żadnej bramki.

## Sukcesy

### Klubowe
HB Tórshavn
- Mistrzostwo Wysp Owczych (1x): 2013
- Finał Pucharu Wysp Owczych (1x): 2014